# Phare d'Örskär
Le phare d'Örskär (en suédois : Örskärs fyr) est un phare situé sur l'île d'Örskär au large de la péninsule de Gräsö appartenant à la commune d'Östhammar, dans le comté d'Uppsala (Suède).
Le phare d'Örskär est inscrit au répertoire des sites et monuments historiques par la Direction nationale du patrimoine de Suède .

## Histoire
Örskär est une île située au nord de la péninsule de Gräsö. L'île est désormais, en grande partie, une réserve naturelle gérée par une fondation et le phare a été érigé sur la côte nord.
Un premier phare en bois, construit en 1684, a été détruit par la foudre en 1738. Le phare actuel a été construit en 1739 par l'architecte royal Carl Hårleman, qui a aussi construit le palais royal à Stockholm. À l'origine la lumière, avec des réflecteurs, était alimentée à l'huile de colza. En 1870 elle a été remplacée par une lampe au kérosène. Le phare a été électrifié en 1954. Automatisé depuis 1978 il est télécommandé par l'administration maritime suédoise.
Les maisons en bois des gardiens et d'autres constructions légères de la station sont complètement préservées. C'est aussi le deuxième plus vieux phare en exploitation du pays, après le phare de Landsort. Les maisons sont régis en système hôtelier de vacances.

## Description
Le phare  est une tour octogonale sur un étage en pierre surmontée d'une tour cylindrique de 32 mètres de haut, avec une galerie et une lanterne. Le phare est peint en blanc avec une bande noire à chaque étage noir. Il émet, à une hauteur focale de 36 mètres, deux longs éclat blanc, rouge et vert selon différents secteurs toutes les 10 secondes. Sa portée nominale est de 16,5 milles nautiques (environ 31 km).
Identifiant : ARLHS : SWE-052 ; SV-2125 - Amirauté : C6236 - NGA : 10280 .

## Caractéristique dufeu maritime
Fréquence : 10 secondes (W)
- Lumière : 2 secondes
- Obscurité : 2 secondes
- Lumière : 2 secondes
- Obscurité : 4 secondes

|          |
| Le phare |

### Lien connexe
- Liste des phares de Suède